# Серебряногорлая мексиканская сойка
Серебряногорлая мексиканская сойка (лат. Cyanolyca argentigula) — вид птиц семейства врановых. Выделяют два подвида. Распространены в Коста-Рике и Панаме.

## Описание
Серебряногорлая мексиканская сойка достигает длины 25—27 см и массы в среднем 65 г. Длина хвоста составляет 11,9—12,3 см, длина клюва — 27—30 мм. Половой диморфизм не выражен. Перья на лбу короткие, жёсткие и немного торчат, образуя почти незаметный хохолок. Голова в основном чёрного цвета. Узкая надбровная дуга бледного серовато-лавандового или серебристо-белого цвета доходит до заднего края ушных раковин. Спина, лопатки, надхвостье и кроющие перья хвоста тёмно-пурпурно-голубые. Верхние поверхности крыльев имеют более яркий оттенок синего цвета. Подбородок чёрный; горло и грудь серебристо-белые, иногда с фиолетовым отливом. Боковые стороны шеи и полоса поперёк нижней части груди чёрного цвета. Нижняя часть тела тёмно-пурпурно-синяя. Радужки тёмно-красные, а клюв и ноги чёрные. Оперение молоди более тусклое, и на голове отсутствует белый цвет.

## Места обитания и биология
Серебряногорлая мексиканская сойка распространена преимущественно в Коста-Рике и на ограниченной территории на западе Панамы. Обитает в субтропических и тропических горных и туманных лесах на высоте от 2000 до 3200 м над уровнем моря.
Биология серебряногорлой мексиканской сойки практически не исследована. Птицы добывают пищу в средних и верхних ярусах леса группами от четырёх до 10 особей. Вне сезона размножения могут образовывать более крупные группы, численностью до 30 особей; обычно устраиваются на ночлег сообща. Питаются насекомыми, ящерицами, саламандрами, ягодами и фруктами. Сезон размножения приходится на период с марта по июнь.

## Подвиды и распространение
Выделяют два подвида:
- Cyanolyca argentigula albior Pitelka, 1951 — центральная Коста-Рика;
- Cyanolyca argentigula argentigula (Lawrence, 1875) — юг Коста-Рики и западная Панама